# Markus Vater
Markus Vater (* 1970 in Düsseldorf) ist ein zeitgenössischer deutscher Künstler. Er lebt und arbeitet in London und Düsseldorf.

## Leben und Werk
Markus Vater verbrachte seine Kindheit in der Eifel, wo sein Vater Seminare zu Kommunikation und Gruppendynamiken nach den Modellen von Friedemann Schulz von Thun und Paul Wazlawick gab, was nach eigenen Angaben sein späteres Werk beeinflussen sollte. Nach dem Abitur studierte Vater ab 1994 an der Kunstakademie Düsseldorf, wo er 1998 als Meisterschüler sein Studium beendete. Anschließend begann er ein vom DAAD gefördertes Masterstudium am Royal College of Art in London, das er im Jahr 2000 abschloss.
Seither sind und waren seine Werke in zahlreichen institutionellen Gruppen- und Einzelausstellungen zu sehen.
Von 2012 bis 2016 lehrte er am Royal College of Art in London. 2014 war er Gastprofessor an der Hochschule für bildende Künste Hamburg. Von 2016 bis 2019 unterrichtete er als Gastprofessor an der Staatlichen Akademie der Bildenden Künste Karlsruhe. Seit 2021 ist er Professor für Malerei/Grafik und Interdisziplinäre Studien an der HBK Essen.

## Ausstellungen und Ausstellungsbeteiligungen (Auswahl)
- 2021: Sprengel Museum Hannover
- 2019: Museum Kunstpalast Düsseldorf
- 2018: Kunstverein Ludwigsburg
- 2018: Wilhelm-Hack-Museum Ludwigshafen